# Yannick Loemba
Yannick Loemba (sinh 21 tháng 4 năm 1990) là một cầu thủ bóng đá Congo đang thi đấu cho Adana Demirspor tại TFF First League.

## Sự nghiệp quốc tế
Loemba sinh ra ở Cộng hòa Congo, chuyển đến Bỉ lúc 8 tuổi. Anh ra mắt U-23 Congo trong trận giao hữu với U-23 Maroc.